# Episodi di The Walking Dead: Daryl Dixon (prima stagione)
La prima stagione della serie televisiva The Walking Dead: Daryl Dixon, composta da sei episodi, è stata trasmessa negli Stati Uniti sul canale via cavo AMC dal 10 settembre al 15 ottobre 2023.
La stagione è stata resa disponibile tre giorni prima della sua messa in onda su AMC+ dal 7 settembre al 12 ottobre 2023.
In Italia è andata in onda su Sky Atlantic dal 2 al 16 giugno 2025.
| nº | Titolo originale          | Titolo italiano           | Prima TV USA      | Prima TV Italia |
| -- | ------------------------- | ------------------------- | ----------------- | --------------- |
| 1  | L'âme Perdue              | Anima perduta             | 10 settembre 2023 | 2 giugno 2025   |
| 2  | Alouette                  | Alouette                  | 17 settembre 2023 | 2 giugno 2025   |
| 3  | Paris Sera Toujours Paris | Parigi sarà sempre Parigi | 24 settembre 2023 | 9 giugno 2025   |
| 4  | La Dame de Fer            | La Torre Eiffel           | 1º ottobre 2023   | 9 giugno 2025   |
| 5  | Deux Amours               | Due amori                 | 8 ottobre 2023    | 16 giugno 2025  |
| 6  | Coming Home               | Ritorno a casa            | 15 ottobre 2023   | 16 giugno 2025  |

## Anima perduta
- Titolo originale: L'âme Perdue
- Diretto da: Daniel Percival
- Scritto da: David Zabel

### Trama
Daryl Dixon si sveglia su una barca in mezzo al mare, per poi arrivare subito dopo su una spiaggia disidratato e affamato. Trova un rifugio dove un certo Paul ha lasciato un registratore con la sua storia, e dopo averla ascoltata Daryl decide di raccontare la sua, trova anche una carta della Francia e capisce di essere naufragato vicino la cittadina di Biarritz. Dopo aver camminato a lungo giunge in un mercato e decide di entrare alla ricerca di provviste, il luogo però risulta essere pieno di vaganti e anche se Daryl riesce ad ucciderli tutti, uno di loro lo afferra ad un braccio e lo ustiona. Dopo essersi rimesso in cammino, trova un cartello con scritto Dio vi ama, e scorge una figura in lontananza che però non si avvicina. Daryl arriva poi in una sorta di rifugio dove ci sono una ragazza e il nonno cieco e ferito ad una caviglia, lei subito chiede aiuto a Daryl per fasciare la caviglia dell'uomo anziano e in cambio gli offre mele e un coniglio. Subito dopo arriva un'auto con due uomini che vogliono aggredire la ragazza, ma Daryl riesce ad ucciderli entrambi anche se uno di loro lo colpisce con una pistola. L'uomo anziano, che non era né cieco né ferito, ne approfitta per stordire Daryl e rubargli lo zaino prima di scappare con la nipote. Prima che Daryl perda i sensi vede la stessa figura di prima avvicinarsi.
Daryl si risveglia in un convento dove delle suore gli stanno cauterizzando la ferita al braccio per evitare che l'infezione si diffonda, e una di esse, suor Isabelle, parla inglese e lo aiuta ad ambientarsi parlandogli del luogo. In convento vivono solo suore e un ragazzino, Laurent, rimasto orfano da piccolo, si trova lì anche padre Jean, il quale è stato rinchiuso dalle suore dopo che si era trasformato in un vagante e non lo hanno ucciso perché aspettano la sua resurrezione. Intanto la ragazza e il vecchio mentre camminano si imbattono in un gruppo di uomini armati che cercano i loro amici e, dopo aver ucciso l'anziano, si fanno portare dalla ragazza nel luogo in cui è avvenuto lo scontro e la lasciano lì prima di partire per il convento alla ricerca dell'uomo americano. Daryl è deciso a lasciare il convento dopo che suor Isabelle gli ha detto che lui è il messaggero che aspettavano e ha il compito di portare Laurent, il nuovo Messia, a Parigi dove potrà mettere fine alla catastrofe dei morti. Le suore credono infatti che il ragazzo sia il nuovo Salvatore mandato da Dio e che abbia poteri premonitori, infatti tre settimane prima dell'arrivo di Daryl in Francia aveva fatto un disegno di un uomo in mezzo al mare con i capelli e la barba lunga.
Daryl, ovviamente, non crede a Isabelle, e lascia il convento, ma non appena è fuori dalle mura, vede gli uomini armati andare verso il convento e si nasconde. La madre superiora lascia entrare gli uomini, ma dice ad Isabelle di nascondere il ragazzo e di far armare le sorelle. Il gruppo armato inizia a perquisire il convento alla ricerca del misterioso uomo americano che ha ucciso i loro amici finché non trovano padre Jean e lo finiscono, fanno allora per uccidere anche le suore, ma arriva Daryl che riesce a sterminare tutti gli aggressori, eccetto il loro capo che rimane ferito, ma riesce comunque a fuggire. Così Daryl decide di accompagnare Isabelle, Laurent e l'ultima suora rimasta in vita nella loro missione, a patto che loro lo aiutino a raggiungere l'ultimo porto ancora funzionante del paese che potrebbe riportarlo a casa. Intanto, in una base militare a Le Havre, il capitano, Marion Genet, fa domande su chi sia l'uomo che è scappato dalla loro nave e di cui conoscono soltanto il cognome, Dixon.
- Guest star: François Delaive (dott. Lafleur), Catherine Arditi (Véronique).
- Altri interpreti: Hugo Dillon (padre Jean), Carmen Kassovitz (Maribelle), Bernard Bloch (Gullaume), Paul Deby (Michel), Elias Hauter (Phillipe), Grégory Kristoforoff (capitano), Maxime Lefrançois (Capo).
- Ascolti USA: telespettatori 631 000 – rating 18-49 anni 0,11%[4]

## Alouette
- Diretto da: Daniel Percival
- Scritto da: Jason Richman e David Zabel

### Trama
Daryl, insieme a Isabelle, Laurent e Sylvie, parte alla volta di Parigi, ma poco dopo il mulo che traina il loro carretto fugge spaventato dai vaganti. Dopo aver proseguito per un po' a piedi, il gruppo viene attaccato da dei ragazzini che riescono a catturarli e li portano nel loro rifugio, una vecchia scuola elementare. Le donne dicono a Lou, il capo della banda, di essere delle suore e che Daryl è un prete, e si convincono ad accoglierli solo quando recitano una preghiera. Lou spiega loro che una maestra, madame Dobois, ha creato questo rifugio per i bambini e i genitori andavano a lasciarli lì, ma ora la donna si è ammalata ed è costretta a letto. Daryl chiede a Lou dove poter trovare un cavallo per poter proseguire il loro viaggio, e la ragazzina dice loro che lì vicino vi è un castello abitato da un uomo cattivo che ha saccheggiato tutti i negozi e gli edifici della zona. Daryl allora decide di partire per questo castello il giorno seguente e Lou si offre di accompagnarlo per prendere delle medicine per la sua insegnante, alla fine però Daryl chiude la ragazza in un ripostiglio per proteggerla e va da solo. Dopo aver preso le medicine, Daryl trova un ragazzo tenuto prigioniero appartenente alla scuola e lo porta con sé, tuttavia l'uomo inizia a sparare ma Daryl riesce a catturarlo e vuole portarlo come prigioniero a Lou. Mentre attraversano il ponte, l'uomo si ribella facendo cadere lui e Daryl di sotto, dove è pieno di vaganti e l'uomo viene morso. Lou, che è riuscita a liberarsi grazie ad un suo amico, lancia una corda a Daryl e riescono a salvarlo. Quando tornano a scuola tutti i bambini sono felici di vedere il loro amico perduto, ma Sylvie rovina l'atmosfera dicendo che la maestra è morta, così Lou la finisce. Daryl, Isabelle, Sylvie e Laurent sono pronti a ripartire, quest'ultimo di malavoglia perché aveva trovato finalmente degli amici.
- Guest star: Faustine Koziel (Lily), Kim Higelin (Lou), Catherine Arditi (Véronique).
- Altri interpreti: Hugo Dillon (padre Jean), Ned Dennehy (Gaines), Durel Nkounkou (Moof), Milo Mazé (Herrison), Victoria Comte (Hibou), Tiago Simonnet (Renard), Joao Philippe Oshoffa (Criquet), Grégory Lu (Abeille), Ethann Isidore (Sacha), Onann David-Hahn (Jules), Naïa Pichler (Aimée), Shanna Keil (Aline).
- Ascolti USA: telespettatori 564 000 – rating 18-49 anni 0,09%[5]

## Parigi sarà sempre Parigi
- Titolo originale: Paris Sera Toujours Paris
- Diretto da: Tim Southam
- Scritto da: Coline Abert

### Trama
Daryl e il suo nuovo gruppo ripartono per la loro missione, ma Isabelle lo convince a fare una deviazione verso una base dei loro amici così da poter avvertire via radio il gruppo di Parigi del loro arrivo. Arrivano così ad un museo, dove vive un direttore d'orchestra che è rimasto da solo così tanto tempo da essere impazzito, al punto che ha messo su un'orchestra di vaganti. Dopo aver costatato che la radio è guasta, i quattro si rimettono in viaggio, e questa volta Daryl è determinato ad andare nella capitale senza più soste. Dopo esser arrivati in città, Daryl, Laurent, Isabelle e Sylvie passano accanto a tutti i monumenti storici di Parigi, rendendosi conto che sono tutti distrutti, in particolare la torre Eiffel, a cui si è staccata la punta dopo che un elicottero l'ha colpita. Vicino la tomba di Jim Morrison incontrano un altro gruppo armato, ma Isabelle spiega loro che sono stati mandati da padre Jean e che hanno il Messia. Il loro capo, Fallou, li porta nel loro rifugio, e quando Daryl chiede per una radio gli mostra i suoi piccioni viaggiatori, ma gli dice anche che c'è qualcuno che potrebbe aiutarlo a tornare negli Stati Uniti ma che gli servono soldi. Il giorno seguente Isabelle porta Daryl nella sua vecchia casa, dove aveva nascosto denaro, droga e oggetti di valore da poter scambiare, e riesce anche a prendere una foto della madre di Laurent da portare al ragazzo. Mentre vanno via, Isabelle vede nel cortile una bambina, ormai trasformata, che conosceva e rimpiange di non averla portata con sé nella fuga da Parigi. Fallou porta Daryl e gli altri nelle catacombe, dove comprano l'ingresso per un nightclub sotterraneo, e iniziano a guardarsi intorno in cerca di qualcuno che possa indicargli un modo per trovare una nave. Il locale appartiene a Quinn, ex fidanzato di Isabelle che l'ha aiutata a fuggire da Parigi ma poi gli ha rubato l'auto. Daryl e Isabelle scoprono che è Quinn il padre di Laurent e si offre di trovargli una nave in cambio del figlio, ma ovviamente Daryl rifiuta e i due tornano nel rifugio. Nella base militare di Pouvoir des Vivants, Stéphane Codron, l'uomo che ha assalito il convento, si presenta da Marion Genet portandole la registrazione di Daryl e si offre di catturarlo per lei. La donna accetta e gli mostra la base, fermandosi in particolare nello studio del dottor Lafleur, il quale fa esperimenti chimici sui vaganti. Stéphane si presenta al nightclub e Quinn gli rivela dove trovare Daryl e gli altri, che erano appena andati via. Laurent sente Daryl e Isabelle che discutono delle sue origini e si nasconde, proprio mentre Stéphane attacca il rifugio con i soldati di Marion. Daryl dice a Isabelle di prendere il ragazzo e che si incontreranno nel suo vecchio appartamento prima di fuggire sopra i tetti inseguito da Stéphane.
- Guest star: Eriq Ebouaney (Fallou Boukar), Lukerya Ilyashenko (Anna Valery), François Delaive (dott. Lafleur), Dominique Pinon (Antoine).
- Altri interpreti: Tristan Zanchi (Emile), Hugo Bardin (Coco), Sabine Pakora (Sonia), Éric Frey (direttore d'orchestra), Naïa Pichler (Aimée), Chrystal Boursin (Nadine), Elie Haddad (Bastien), Michaël Erpelding (Bernard), Ike Ortiz (Rodo).
- Ascolti USA: telespettatori 649 000 – rating 18-49 anni 0,09%[6]

## La Torre Eiffel
- Titolo originale: La Dame de Fer
- Diretto da: Tim Southam
- Scritto da: Shannon Goss

### Trama
Mentre Daryl corre sui tetti per sfuggire ai soldati di Pouvoir, il pavimento cede e si ritrova in un sotterraneo fermato da una porta di ferro con una catena. Dall'altro lato della porta ci sono innumerevoli vaganti, e in mezzo a loro corre Laurent, Daryl lo chiama per liberarlo ma il ragazzo viene sopraffatto. Laurent inizia a pregare, e a poco a poco i morti iniziano a disperdersi, ma il ragazzo invece di aprire la porta corre via. Daryl si sveglia sott'acqua insieme a due vaganti ma riesce a ucciderli, e si rende conto di aver sognato Laurent. Una volta fuori, Daryl cammina per le strade parigine e vede da una finestra una ragazza che si esercita con il violino, una coppia di anziani e un ragazzo in moto. Mentre cerca di capire dove si trova e come raggiungere l'appartamento di Isabelle, Daryl incontra un uomo appartenente al gruppo di Fallou che scappa con la sua bicicletta e i suoi piccioni. L'uomo dice a Daryl che i soldati del Pouvoir hanno interrogato le persone al rifugio di Fallou e che vogliono uccidere Laurent perché non credono esista il nuovo Messia. Inoltre il vecchio si offre di accompagnare Daryl, ma i due vengono raggiunti dai soldati che lo uccidono. Daryl riesce a raggiungere Isabelle, ma la suora non è riuscita a trovare Laurent, così Daryl dice di sapere dove potrebbe essere. Laurent è andato alla Torre Eiffel, sotto la quale è stata allestita una trincea ormai piena di vaganti, e i muri iniziano a cedere.
Mentre il ragazzo viene circondato, arrivano Daryl e Isabelle che iniziano ad uccidere i morti ma non vedono più Laurent da nessuna parte. Laurent infatti si nasconde sotto una lamiera, ma arriva un'auto con degli uomini che lo prendono e lo portano via. Daryl riesce a catturare uno di questi e dopo averlo torturato riesce a farsi dire come entrare nel nightclub, infatti l'uomo lavora per Quinn. Intanto al locale, Quinn invita Marion e Stéphane e gli offre Daryl in cambio di un Monet, l'uomo infatti è sicuro che l'americano entrerà nel suo club per riprendersi il ragazzo. Daryl e gli altri stanno organizzando un piano per liberare Laurent, Fallou e il suo gruppo creeranno un diversivo per distrarre gli uomini di Quinn mentre Daryl entrerà con il prigioniero da un tunnel nascosto, quando però vengono raggiunti dai vaganti lascerà lì l'uomo e proseguirà da solo. Intanto Isabelle e Sylvie vanno al fiume dove li attende una barca che dovrà portare Laurent al Nido. Daryl entra nel nightclub e riesce a portare via il ragazzo senza troppi intoppi e raggiunge gli altri al fiume. Sylvie decide di rimanere a Parigi nel gruppo di Fallou, anche perché si è innamorata di Emile. Dovrebbe quindi partire Isabelle con Laurent, ma la suora rifiuta di andare poiché i soldati stanno controllando i confini della città e l'unico modo per far sì che il ragazzo arrivi al Nido salvo è che lei resti con Quinn. Così, Daryl e Laurent salgono sulla barca e attraversano il fiume fin fuori Parigi, mentre Isabelle va al nightclub da Quinn.
- Guest star: François Delaive (dott. Lafleur), Lukerya Ilyashenko (Anna Valery), Dominique Pinon (Antoine).
- Altri interpreti: Genc Jakupi (Armand), Tristan Zanchi (Emile), Sabine Pakora (Sonia), Hassam Ghancy (Azlan), Chrystal Boursin (Nadine), Elie Haddad (Bastien), Bobby Birdsong (Diddier).
- Ascolti USA: telespettatori 719 000 – rating 18-49 anni 0,13%[7]

## Due amori
- Titolo originale: Deux Amours
- Diretto da: Daniel Percival
- Scritto da: Jason Richman e David Zabel

### Trama
Daryl, Laurent e il barcaiolo Azlan sono fuori da Parigi, mentre Isabelle si risveglia, dopo essere stata drogata, in una villa, servita e riverita, con Quinn che le fa la corte. Azlan aveva organizzato un accampamento, così i tre scendono a terra per trascorrere la notte. Azlan fa la guardia mentre gli altri due dormono, ma un vagante arriva alla tenda e Daryl riesce ad ucciderlo, così l'uomo esce e trova altri cadaveri di morti e l'amico rimasto appeso ad un palo dopo essersi ferito. Azlan da a Daryl le indicazioni per raggiungere il Nido e poi gli chiede di finirlo. Quando Daryl e Laurent tornano alla barca si accorgono che la fune che avevano usato come ormeggio è stata tagliata, e Daryl si arrabbia molto con il ragazzo perché è stato lui a lasciar andare la barca. Laurent dice a Daryl che lo ha fatto perché tutti quelli a cui vuole bene lo hanno abbandonato e non voleva che se ne andasse anche lui, così Daryl lo abbraccia e lo perdona, e insieme si incamminano per raggiungere il Nido. Lungo la strada, sentendo arrivare un veicolo, i due si nascondono ma nella fuga dallo zaino del ragazzo cadono degli oggetti, tra cui il suo cubo di Rubik, che attira l'attenzione degli uomini di Marion. Daryl manda avanti Laurent, ma prima che possa uccidere i nemici viene catturato, e subito dopo, per impedire che gli cavino gli occhi, si consegna anche il ragazzo.
Nel frattempo, alla villa, Isabelle si procura un frammento di metallo con cui vuole uccidere Quinn, ma ci ripensa decidendo di usarlo su se stessa. Mentre è sul punto di tagliarsi i polsi, entra la cameriera Marie che le porta un biglietto nascosto sotto il piatto, così Isabelle ci ripensa. Va poi a trovarla di nuovo Quinn che le porta in dono una collana di diamanti e degli orecchini e le dice che è stato invitato ad una festa da Marion. Isabelle allora decide di indossare la collana così che l'uomo la porti con sé. Quando arrivano alla base di Pouvoir, Isabelle riconosce tra i prigionieri Sylvie e gli altri del gruppo di Fallou, ma è costretta ad entrare nell'edificio. Inizialmente Marion accoglie lei e Quinn, ma quando arrivano ad una cella in cui è rinchiuso Daryl, la donna fa entrare dentro anche Quinn per punirlo per averlo aiutato a scappare, e poi porta la suora nel suo ufficio. Isabelle qui trova Laurent, e Marion le chiede di convincere il ragazzo a fare un'apparizione pubblica con lei, in modo che il popolo possa capire che non sono nemici, ma che lavorano insieme e che lei ha il nuovo Messia. Marion sale su un palco e inizia a fare un discorso, dichiarando di voler fondare la sesta repubblica. Intanto un soldato preleva Daryl e lo porta sotto il palco di Marion, dove è stata allestita una sorta di arena, e gli consegnano un'ascia. Alcuni uomini portano un vagante a cui viene iniettato un siero che lo rende più forte e più veloce di un morto normale, e viene liberato. Nel corso dell'episodio, con una serie di flashback, vediamo finalmente cosa è successo a Daryl dopo la sua partenza dal Commonwealth.
- Special guest star: Melissa McBride (Carol Peletier, voce).
- Guest star: Eriq Ebouaney (Fallou Boukar), François Delaive (dott. Lafleur), Lukerya Ilyashenko (Anna Valery).
- Altri interpreti: Tristan Zanchi (Émile), Hassam Ghancy (Azlan), Caroline Gay (Marie), Maxime Lefrançois (Capo), Gilbert Glenn Brown (Jones), Tercelin Kirtley (Drew), John Ales (Juno), Craig Gellis (Grady), Martin Martinez (TJ), Avant Strangel (operatore della radio), Ryan Chidester (Bert).
- Ascolti USA: telespettatori 628 000 – rating 18-49 anni 0,10%[8]

## Ritorno a casa
- Titolo originale: Coming Home
- Diretto da: Daniel Percival
- Scritto da: Jason Richman e Laura Snow

### Trama
Daryl riesce a uccidere il vagante radioattivo, ma subito dopo viene portato nell'arena Quinn, che viene incatenato a Daryl, e ad ogni parete vengono legati quattro morti, anch'essi subiscono lo stesso trattamento chimico. Subito dopo aver ricevuto l'iniezione, ad un vagante esplode la testa, mentre un altro divora un suo simile, e i due che restano vengono uccisi da Daryl e Quinn, che però viene morso alla spalla. Il popolo inizia ad acclamare Daryl, suscitando la rabbia di Marion, che voleva la reazione opposta, e se la prende anche con Lafleur, poi ordina ai soldati di uccidere i due combattenti. Fallou, Sylvie ed Emile, che si erano infiltrati tra il pubblico sparano ai soldati. La folla inizia a fuggire e Marion fa rinchiudere Isabelle e Laurent in cella, mentre Daryl e Quinn ne approfittano per scappare. Quinn si pente di quello che ha fatto a Isabelle e decide di sacrificarsi imputandosi una mano per lasciare libero Daryl. Daryl riesce a raggiungere l'esterno, dove trova i suoi amici, ma ritorna dentro per liberare la Isabelle e il ragazzo. Isabelle, che è riuscita a rubare la chiave della cella, fugge insieme a Laurent, ma quando trovano una porta chiusa vengono raggiunti da Quinn, ormai trasformato, che attacca la donna, intanto dall'altro lato della porta arriva Daryl che convince il ragazzo a uccidere il padre. I tre riescono a raggiungere i loro amici e a scappare con un'auto. Quando sono fuori pericolo, Fallou ed Emile tornano indietro per salvare il loro gruppo, mentre Daryl, Isabelle, Sylvie e Laurent proseguono in auto verso il Nido. Quando la macchina ha un guasto sono costretti a fermarsi, e qui vengono raggiunti da Stéphane e i suoi uomini, a cui Marion ha dato l'ordine di uccidere tutto il gruppo. Isabelle viene ferita alla spalla, mentre Stéphane sta per sparare a Laurent, ha un ripensamento e uccide i suoi compagni, poi dice a Daryl di bruciare l'auto e di proseguire a piedi. Stéphane torna da Marion e le racconta che Daryl e gli altri gli hanno teso un'imboscata e hanno ucciso tutti, ma la donna capisce che sta mentendo e lo fa torturare per farsi dire dove si trova il Nido. 
Finalmente, Daryl, Isabelle, Sylvie e Laurent arrivano al Nido, dove vengono subito accolti dal leader di Union de l'Espoir Losang, che è riuscito a trovare un passaggio fino a Dover per Daryl ma deve partire il giorno seguente all'alba. Dopo aver preso delle provviste, Daryl è pronto ad andarsene senza salutare nessuno, ma Isabelle lo ferma chiedendogli di restare. Prima di lasciare il Nido, Daryl va a trovare Laurent che dorme e gli lascia sul letto il suo cubo di Rubik. Mentre si incammina per raggiungere la costa, Daryl trova un cimitero di guerra americano e tra le lapidi inizia a cercare quella di suo nonno, morto in Francia durante lo sbarco in Normandia. In lontananza Daryl vede una nave che si avvicina e inizia a fargli cenno, ricevendo in risposta un segnale di luce. Daryl si ritrova circondato da vaganti e inizia ad ucciderli mentre raggiunge Omaha Beach, dietro di lui compare Laurent che lo chiama, e così Daryl resta sospeso tra il ragazzo e la nave. 
A Freeport nel Maine, un'auto insegue un uomo su una moto, quest'ultimo spara all'auto facendola sbandare e poi si avvicina chiedendo all'autista di uscire con le mani alzate. Dall'auto esce Carol Peletier che chiede informazioni sulla moto dell'uomo, il quale risponde semplicemente che l'ha trovata in giro, e dice anche che lascerà la donna libera di tornare a casa dopo averla derubata. Carol riesce a difendersi e colpisce l'uomo, poi lo lega e lo sistema nel bagagliaio della sua auto. Quando l'uomo rinviene gli chiede di nuovo della moto, e questa volta dice che l'ha barattata in un luogo lì vicino, Carol allora chiude il bagagliaio e si allontana sulla moto di Daryl.
- Special guest star: Melissa McBride (Carol Peletier)
- Guest star: Eriq Ebouaney (Fallou Boukar), François Delaive (dott. Lafleur), Joel de la Fuente (Losang).
- Altri interpreti: Tristan Zanchi (Émile), Maxime Lefrançois (Capo).
- Ascolti USA: telespettatori 688 000 – rating 18-49 anni 0,13%[9]